# Poe Dameron

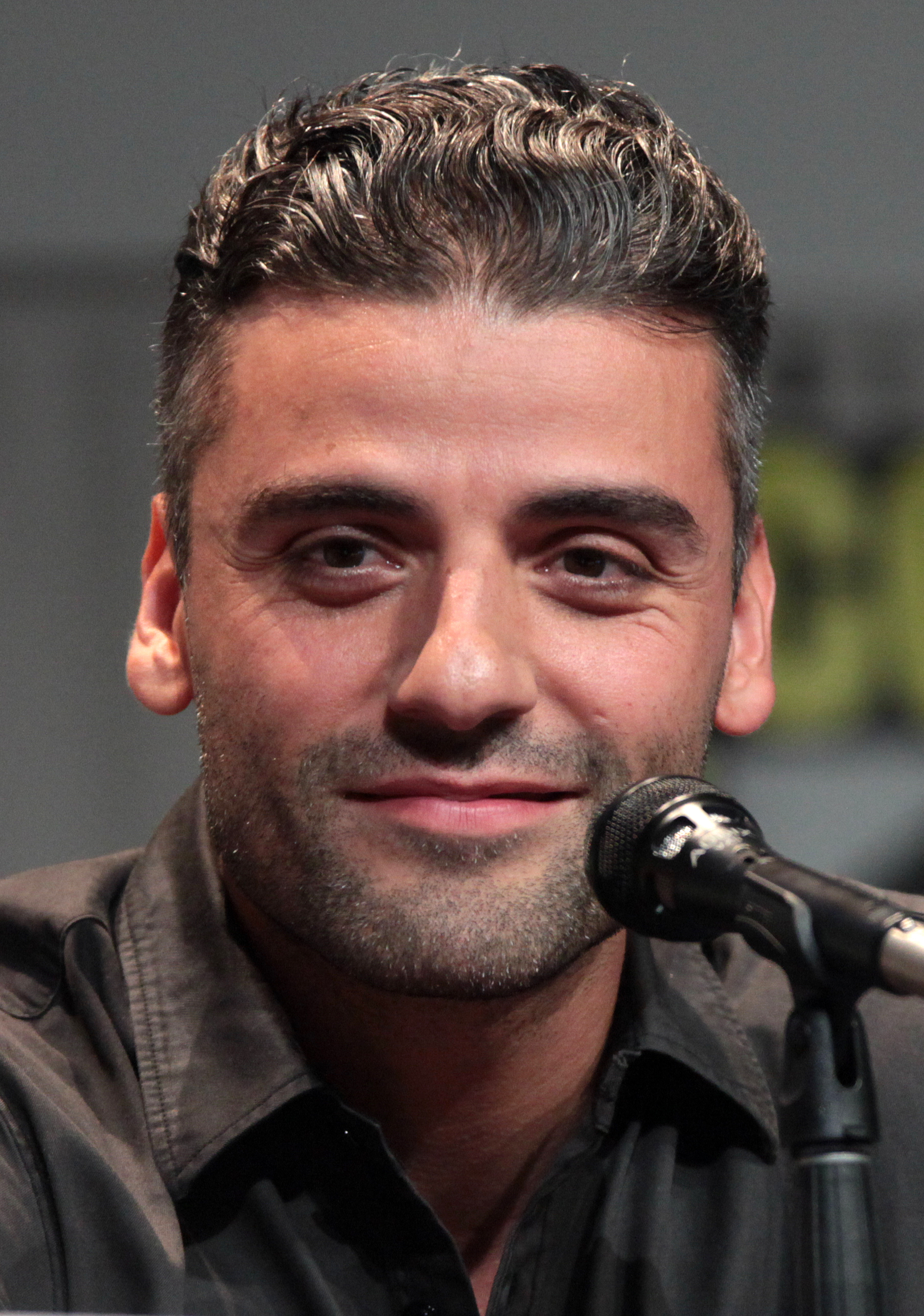
Oscar Isaac, actor que interpreta a Poe Dameron.

Poe Dameron és un personatge fictici de la famosa franquícia cinematogràfica Star Wars, creada pel també famós cineasta George Lucas, que va debutar en la setena entrega de la saga, El despertar de la força. És interpretat per l'actor nord-americà-guatemalenc Oscar Isaac.
Poe és un pilot professional de la Resistència que lluita contra el Primer Orde. És un dels operatius de més confiança de Leia Organa. Un pilot de x-wing condecorat, pot volar qualsevol cosa, cosa que és afortunada tenint en compte la freqüència amb què es produeix un problema. Poe lidera l'atac que destrueix la base de Starkiller. Poe va desobeir ordres de Leia i va destruir un Dreadnought del Primer Orde, en un atac que va costar la vida de molts pilots. Convençut que Amilyn Holdo conduïa la resistència a la ruïna, Poe la va desafiar. Va ajudar a Finn i a Rose Tico a navegar en una desesperada missió de rescat i va dur a terme un motí contra el pla de Holdo per evacuar el creuer. Poe estava agraït en saber que Leia s'havia recuperat, però en lloc d'ajudar a Poe, Leia el va atordir amb un blaster, posant fi a la seva rebel·lió personal. Va dirigir un darrer esforç per aturar el Primer Orde a la superfície de Crait, però va cridar a retirada quan es va adonar que era suïcida. Després va ajudar a conduir els soldats de la Resistència supervivents a la seguretat.